# Albert Champion
Albert Champion (Parijs, 5 april 1878 – aldaar, 27 oktober 1927) was een Frans wielrenner en constructeur van motor-onderdelen. Hij is bekend geworden als ontwikkelaar en producent van bougies.

## Leven
Champion begon op twaalfjarige leeftijd te werken als fietskoerier voor de Franse fietsenfabriek Clement. Hij streefde ernaar de snelste te zijn. Zijn baas was onder de indruk en adviseerde hem aan een wielerwedstrijd mee te doen. Champion trainde hard en was zo succesvol dat hij in 1894 op 16-jarige leeftijd een nationale wielerwedstrijd won. In 1899 won de 21-jarige Champion de wielerwedstrijd Parijs-Roubaix.
Champion hield zich daarnaast bezig met motorsport. In 1899 deed hij mee aan races in de Verenigde Staten. Enkele jaren later verhuisde hij naar de VS om de Franse dienstplicht te ontlopen. Om de prestaties van zijn motorfietsen op te voeren, verbeterde Champion de destijds beschikbare bougies. In 1903 kreeg Champion een ongeval tijdens een autorace in Brighton Beach waarbij hij met zijn Packard Gray Wolf door een hek reed. Hij liep een gecompliceerde breuk in zijn bovenbeen op en hield hier een verkort rechterbeen aan over. Desondanks werd hij in 1904 in Frankrijk kampioen op de baan in het Parc des Princes wielerstadion. Door de wedstrijd kreeg hij echter weer last van zijn een jaar eerder opgelopen verwonding, en hij besloot te stoppen met wielrennen.
In datzelfde jaar begon hij - met financiële steun van de gebroeders Frank en Robert Stranahan - een bescheiden werkplaats in Boston, waar hij bougies en magneto's maakte. In 1908 legde hij contact met William Durant van Buick die druk bezig was met het oprichten van General Motors. Durant kocht de Stranahans uit, maar de bedrijfsnaam wilden ze niet afstaan. Durant richtte op een bovenverdieping van de Buick-fabriek in Flint een werkplaats voor Champion in en gaf hem 15 medewerkers. Op 23 september begon hier de productie van bougies, en op 26 oktober 1908 werd de Champion Ignition Company officieel opgericht. De Stranahans waren in Toledo onder de naam Champion Spark Plug Company verdergegaan met de productie van bougies. Begin jaren 20 spanden ze tegen de Champion Ignition Company een proces aan wegens merkinbreuk. Om naamsverwarring te voorkomen werd het bedrijf op 15 februari 1922 omgedoopt in AC Spark Plug Company.
Champion was een rijk man geworden, die jaarlijks een half miljoen dollar aan dividend uit zijn bedrijf ontving. Hij scheidde in oktober 1921 van zijn vrouw, en trouwde in 1922 met de veel jongere Edna Crawford (1898-1935) die hij in New York had leren kennen. Tijdens een zakenreis in Parijs kreeg Champion op 27 oktober 1927 in een nachtclub ruzie over zijn vrouw die er had afgesproken met haar minnaar, de ex-bokser Charles Brazelle. Champion werd door Brazelle neergeslagen. Hij wist zijn hotelkamer te bereiken, waar hij enkele uren later op 49-jarige leeftijd overleed aan een hartaanval. Officieel werd een natuurlijke doodsoorzaak opgegeven. Champion werd begraven op de Cimetière du Père-Lachaise.
De AC Spark Plug Company werd na Champions dood opgenomen in General Motors, maar werd later weer verzelfstandigd en is thans bekend onder de naam ACDelco.

## Resultaten in voornaamste wedstrijden
| Jaar | Parijs-Roubaix |
| ---- | -------------- |
| 1899 | ↑              |

- Gemeinsame Normdatei: 1067543775
- International Standard Name Identifier: 0000 0004 3657 1737
- Library of Congress Control Number: n2014038128
- Virtual International Authority File: 310519811
- WorldCat: E39PBJkD8JYC7r6CdcwmvkPbBP